# Louis de La Coste
Louis de La Coste, a veces llamado Louis de Lacoste (ca. 1675 – ca. 1750) fue un compositor francés de la época barroca.

## Biografía
Empezó como cantante en 1693, y fue también chef de chant y director de la orquesta de la Ópera de París de 1710 a 1714. Compuso varias obras para el escenario como Aricie (1697); Philomèle (1705); Bradamante (1707); Créuse l'athénienne (1712); Télégone (1725); Orion (1728) o Biblis (1732). Fue reconocido por Philomèle, ópera representada por primera vez el 20 de octubre de 1705 por el Academia Real de Música en el teatro del Palais-Royal de París. Se volvió a representar en 1709, 1723 y 1734, pero las siguientes representaciones no disfrutaron del éxito de las primeras y, después de su última ópera Biblis, se pierde su impronta hasta el 1757.

#### Autor de canciones
Lacoste es autor de numerosas canciones (air de cour), aparecidas muchas de ellas en la editorial de Christophe Ballard. 
Cher objet de mes vœux quel injuste devoir:
« Cher Objet de mes vœux quel injuste devoir

Nous deffend, helas ! de nous voir ?

Dans le même séjour & dans la même chaîne,

Nos cœurs ne peuvent être heureux ;

Ah ! tu n'és que trop prés pour allumer mes feux,

Et trop loin pour calmer ma peine.

Cher Objet de mes vœux quel barbare devoir

Nous deffend encor de nous voir. »